# Vierpassknoten
Ein Vierpassknoten ist ein Ornament, in dem ein oder mehrere geschlossene Linienzüge eine Figur bilden, die ähnlich wie ein Vierpass vier gleichgeformte nach außen weisende Rundungen aufweist. Beispiele sind der Bowen-Knoten und der Salomonsknoten.

Bowen-Knoten
Schildknoten
Salomonsknoten